# Luis de Alarcon

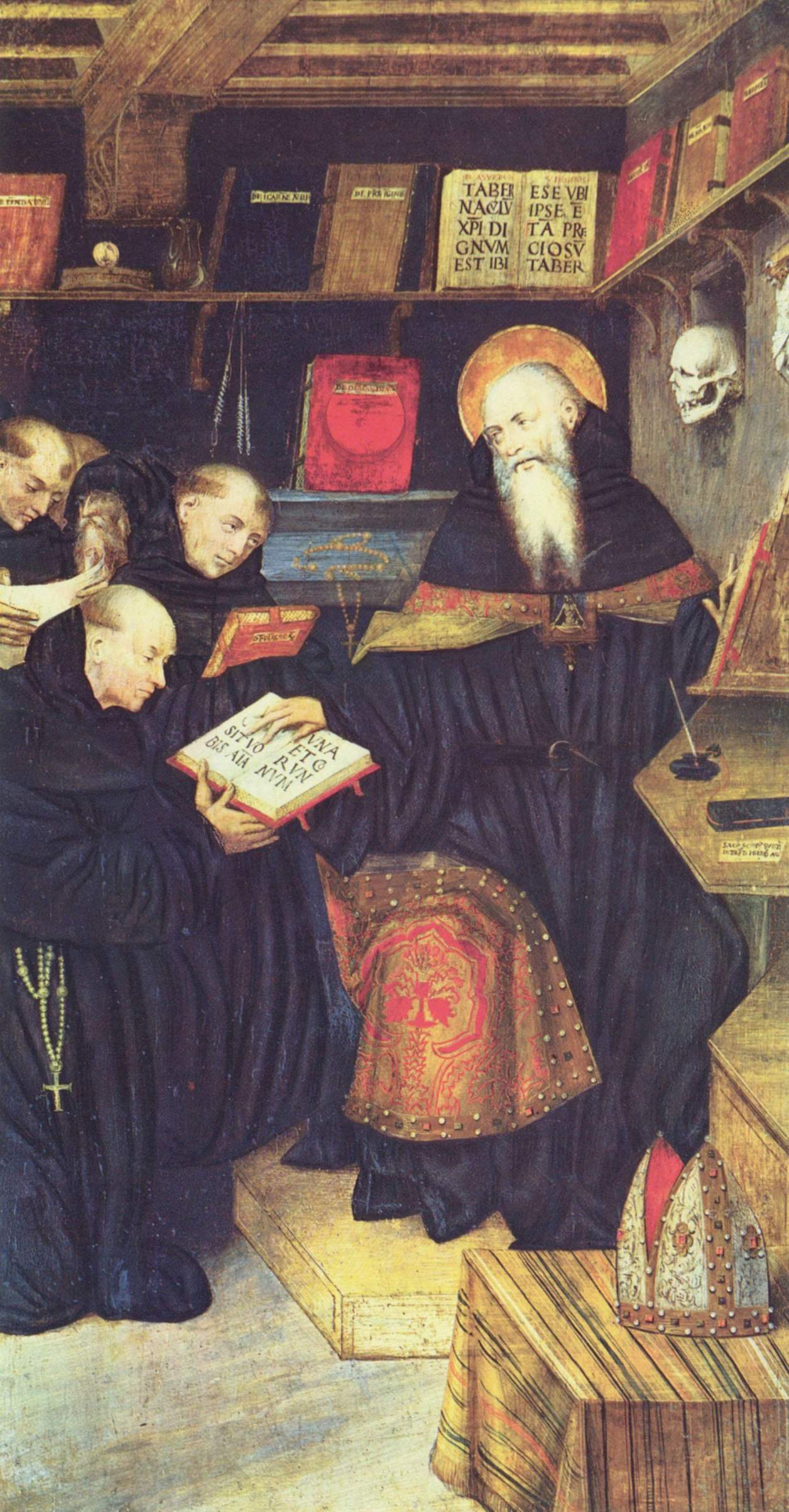
Saint Augustin d'Hippone et ses moines (par Gaudenzio Ferrari)

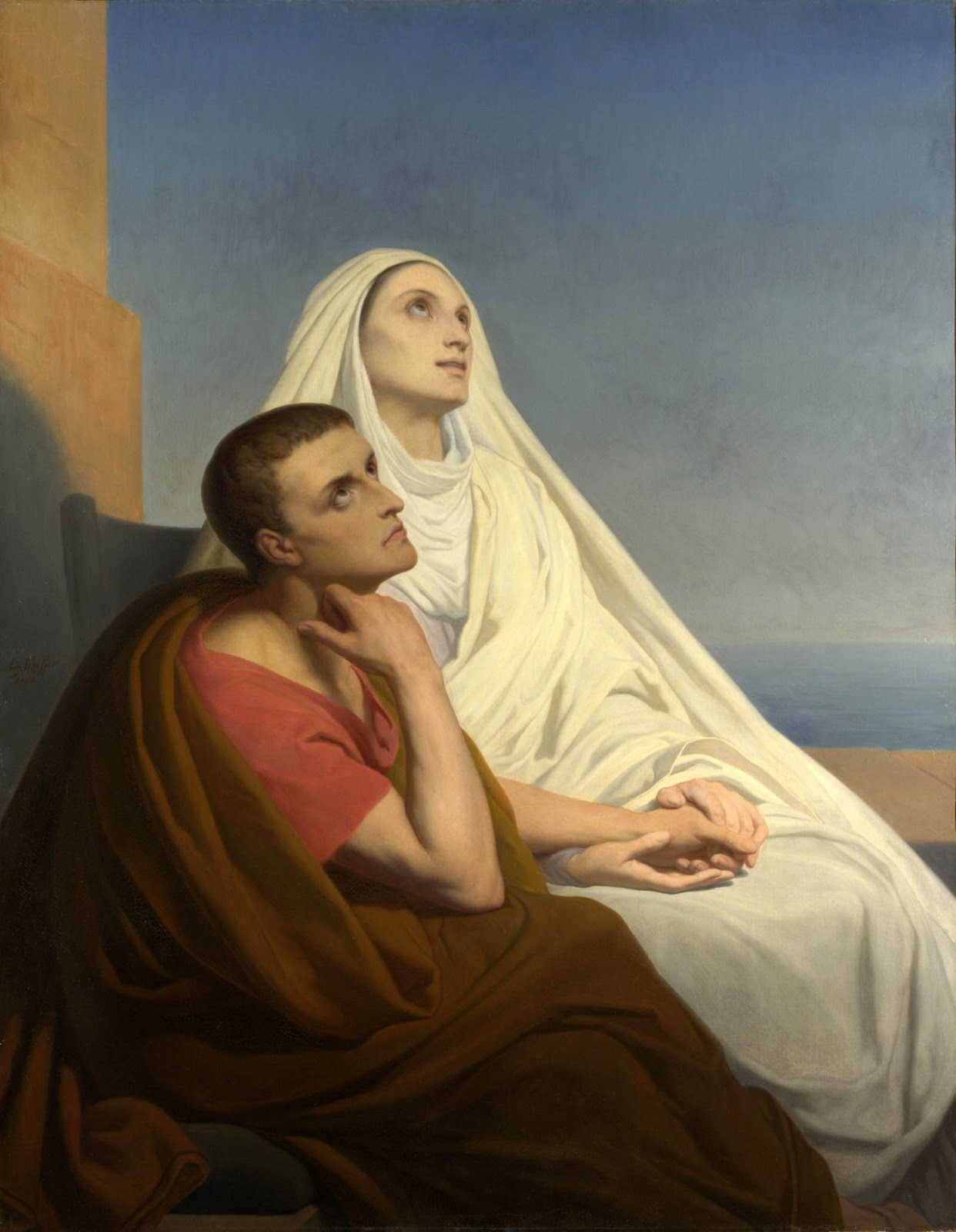
Une extase augustinienne : la Vision d'Ostie (par Ary Scheffer)

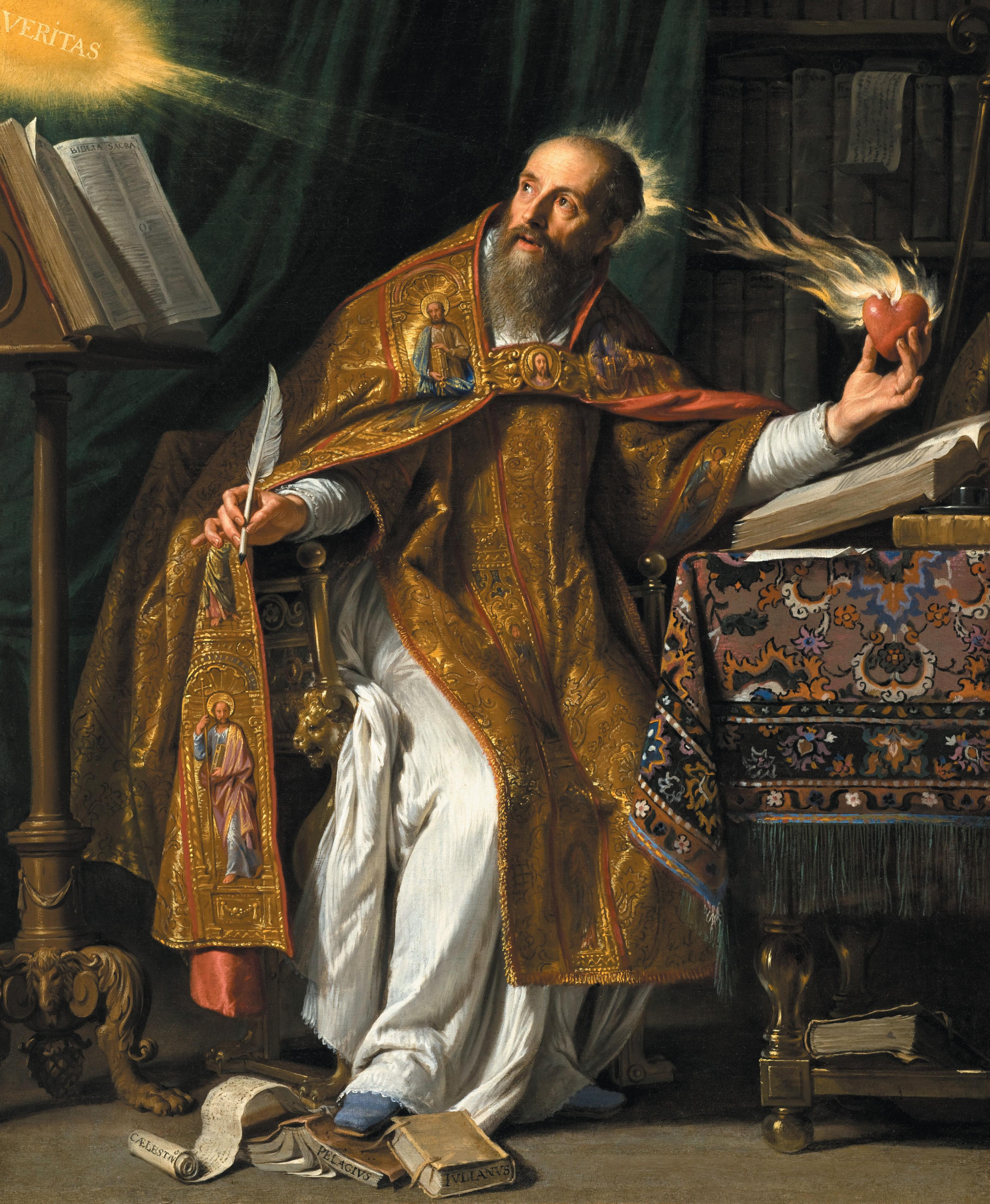
Une spiritualité du désir (par Philippe de Champaigne)

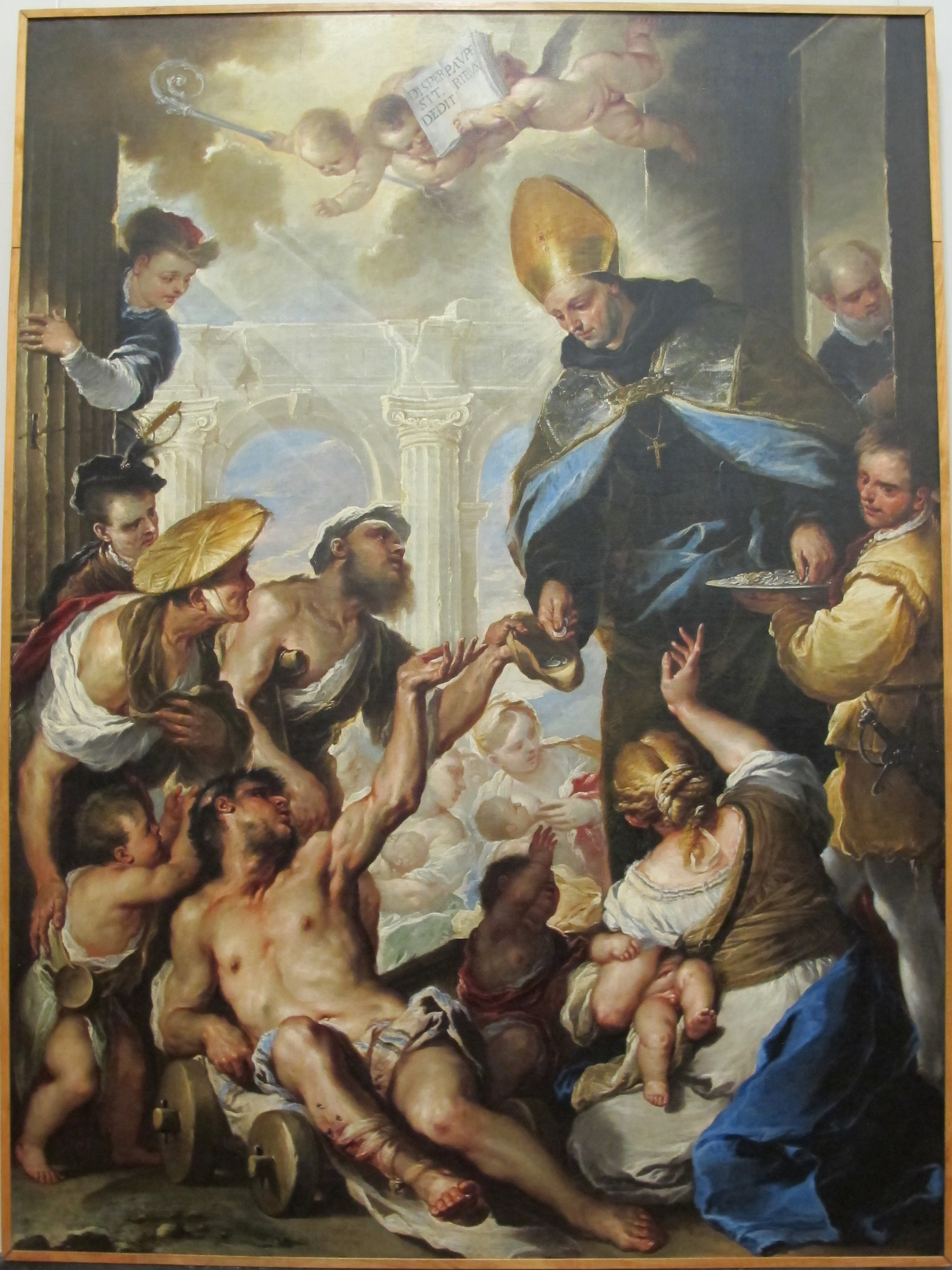
Saint Thomas de Villeneuve, contemporain de Luis de Alarcon (par Luca Giordano)

Luis de Alarcon est un religieux espagnol, actif durant la première moitié du XVIe siècle, en Espagne et en Italie. Son œuvre synthétise l'idéal spirituel et la culture humaniste des Ermites de Saint-Augustin durant le Siècle d'Or.  

## Biographie
Ce que l'on peut savoir sur l'existence de Luis de Alarcon, est extrêmement lacunaire. Il se trouve mentionné une première fois dans les chroniques de l'Ordre en novembre 1533 : d'origine espagnole, il est alors à la tête d'un couvent à Lucera (Pouilles), dans le royaume des Deux-Siciles, quand le supérieur général des augustins, Jérôme Seripando, l'agrège officiellement à la province d'Apulie, où il vivait depuis longtemps. En août 1540, il reçoit l'autorisation de se présenter à la cour de Charles Quint et de regagner l'Espagne. Aussi se rend-il d'abord à Bruxelles, où il remet à l'empereur un mémoire concernant la réforme des augustins espagnols. Au printemps 1541, on le retrouve dans la péninsule ibérique, mais sans doute retourne-t-il ensuite en Italie, puisque, dix ans plus tard, le supérieur général, Cristoforo da Padova, lui accorde la permission de rentrer en Espagne. C'est à cette époque qu'il remet un second mémoire de réforme, cette fois au cardinal protecteur de l'Ordre, Marcel Cervini, qui deviendra le pape Marcel II. Le supérieur général répondra à ce mémoire le 28 janvier 1552. Le nom de Luis de Alarcon apparaît une dernière fois dans un document daté du 24 août 1554 : il vit alors dans son pays natal, et l'on suppose qu'il a dû décéder quelque temps plus tard.

## Spiritualité

### Courant augustinien
Le style et la pensée de Luis de Alarcon sont éminemment représentatifs du dynamisme intellectuel des augustins espagnols de la Renaissance : comme Thomas de Villeneuve, Alarcon recommande l'oraison mentale; comme Luis de Montoya, il travaille à la réforme de l'Ordre; comme Luis de Leon, il préconise l'usage de la langue vulgaire pour la lecture de la Bible. Ces caractéristiques se retrouvent dans son œuvre majeure, éditée à Alcala de Henarès en 1547, puis à Grenade en 1550 : Camino del cielo en que se demuestra como se busca y halla Dios de todo corazon christiano, y se declara la maldad y ceguedad deste mundo. Comme le titre l'indique, l'auteur développe les orientations d'une spiritualité du désir élaborée par Augustin d'Hippone, et résumée dans la célèbre formule : fecisti nos ad te. À la fois intellectuelle et mystique, la recherche augustinienne emprunte, chez Alarcon, dans le contexte de l'Humanisme, les trois voies successives et complémentaires de la lecture, de la méditation et de l'oraison, ainsi que le souligne la structure ternaire de l'ouvrage.

### Itinéraire intellectuel et affectif
Concernant la lecture, l'auteur dresse à peu près la même liste de livres que sainte Thérèse d'Avila, à savoir les évangiles, la Vita Christi de Ludolphe le Chartreux, les Soliloques et méditations de saint Augustin, quelques opuscules de saint Bonaventure, les Vitae patrum et la Flos sanctorum. Tremplins pour la méditation, ces ouvrages ne doivent pas seulement éclairer l'intelligence, mais aussi embraser le cœur. Pour le platonisme augustinien, en effet, l'intelligence et la foi vont de pair dans la quête de l'unique Vérité, et la connaissance entraîne nécessairement l'amour du Souverain Bien. C'est pourquoi l'élévation vers Dieu, sagement ordonnée, prendra, dans l'oraison, une forme exclusivement affective; et Alarcon de souligner, à la suite du Pseudo-Denys, la vertu unitive de l'amour. Une fois détournée des réalités extérieures et recueillie en sa plus profonde intimité, l'âme peut ainsi rendre à Dieu un culte en esprit et en vérité.

### Carrefour d'inspirations
Entre le manuel d'Alarcon et le traité sur le même sujet de son confrère et contemporain, saint Thomas de Villeneuve, les parallèles et ressemblances sont frappants, parfois jusqu'à la littéralité. Avec cette différence, cependant, qu'Alarcon n'envisage pas le stade de la contemplation, sans doute pour ne pas contrevenir aux règles mises en vigueur par l'Inquisition. En revanche, il utilise et cite abondamment un ouvrage sur l'oraison de recueillement, dû à la plume du franciscain Barnabé de Palma, et intitulé Via spiritus : paru à Salamanque en 1541, ce livre fera l'objet d'une condamnation à l'Index de Valdès en 1559. S'il s'inspire de certains auteurs, Alarcon en influence d'autres à son tour : ainsi, l'idée, de frappe augustinienne, selon laquelle l'âme est davantage là où elle aime qu'en son propre corps qu'elle anime, a été reprise par saint Jean de la Croix dans son Cantico espiritual.

### Œuvre en espagnol
- Camino del cielo y de la maldad y ceguerdad del mundo, edicion y prologo de Angel Custodio Vega OSA, coll. Espirituales españoles, Serie A, Textos, Barcelona, J. Flors, 1959.

### Étude en français
- Q. Fernandez, Louis de Alarcon, in Dictionnaire de spiritualité ascétique et mystique, tome IX, Paris, Beauchesne, 1976, p. 1036-1038.